# Ni Zan
Ni Zan (chinois simplifié : 倪瓒 ; chinois traditionnel : 倪瓚 ; pinyin : ní zàn) est un artiste peintre de shanshui, calligraphe et poète chinois de la dynastie Yuan. Ni Zan ou Ni Tsan, surnom : Yuanzhen, noms de pinceau : Yunlinzi, Ni Yu, Jingming Jushi, est né en 1301 à Wuxi (province du Jiangsu), et mort en 1374. Il est considéré comme l'un des « quatre maîtres de la fin des Yuan » avec Huang Gongwang (1269-1358), Wu Zhen (1280-1354), et Wang Meng (v.1308-v.1385).

## Biographie

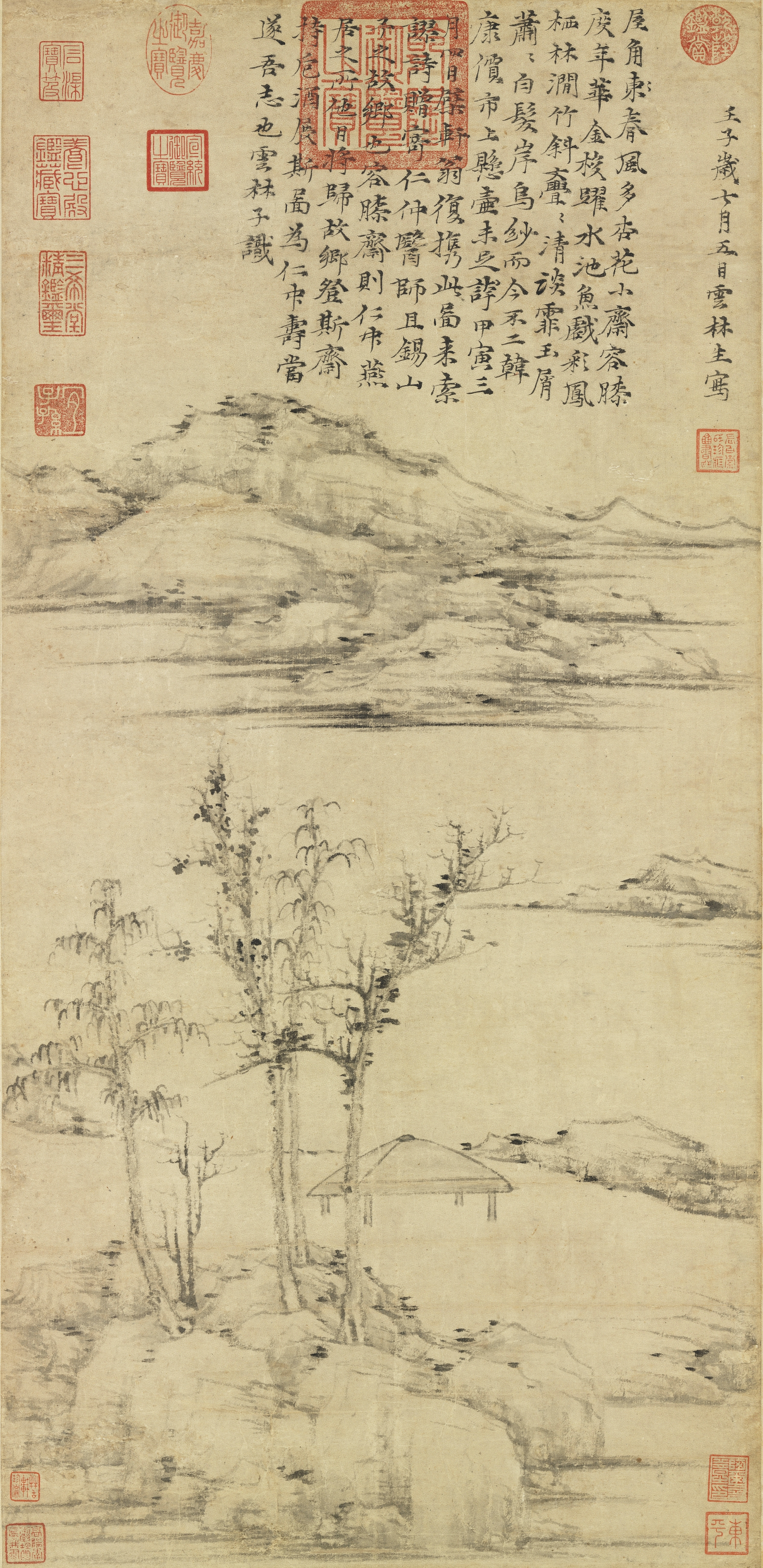
« Le studio minuscule (« contenant [seulement] les genoux ») (Rongxi zhai tu) », Ni Zan. 1372. Rouleau vertical, encre sur papier, 74,7 × 35,3 cm. National Palace Museum, Taipei.

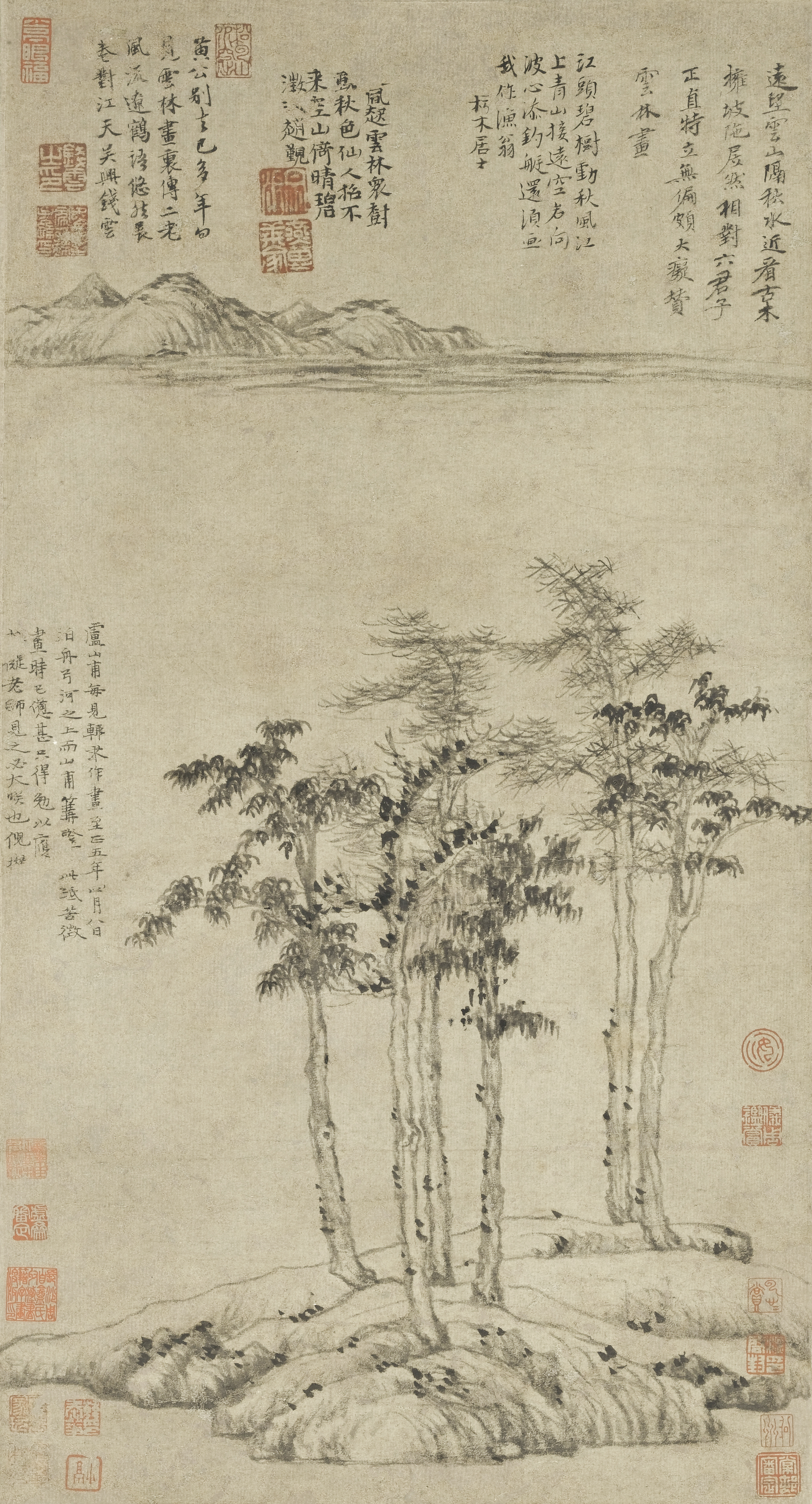
« Six gentilshommes », Ni Zan, 1345, rouleau mural, encre sur papier, 61,9 × 33,3 cm. Shanghai Museum.

L'occupation mongole de la Dynastie Yuan (1279-1368) qui marque une longue période d'humiliation dans l'histoire de la Chine, voit par contre un étonnant renouveau créateur souffler dans le domaine artistique. En effet, nombre de fonctionnaires lettrés se trouvent libres de toutes préoccupations administratives et politiques et, s'isolant dans une retraite protestataire, ont tout le loisir de cultiver les choses de l'esprit que sont la calligraphie, la poésie et la peinture.
Loin de tout impérialisme académique, arbitre officiel du bon goût, la peinture redevient une activité d'amateurs raffinés et renoue avec la notion de « peinture de lettré », ce wenren hua, si cher à Mi Fu (1051 – 1107). Des quatre grands maîtres Yuan (Huang Gongwang, Wu Zhen, Ni Zan, Wang Meng), s'il n'est pas le plus puissant, il est sans doute le plus pur, tant sa vie, sa personnalité et son œuvre présentent une cohérence interne et une originalité irréductibles et illustrent de façon exemplaire la noble désinvolture et le détachement intérieur, le yi, qualité suprême et impondérable de l'esthétique lettrée.
Homme du sud, il se montre dans sa peinture étroitement fidèle au terroir des abords du lac Taihu et aux collines qui l'entourent. Issu d'une famille fortunée, Ni Zan, passionné de culture et d'esthétique, met à profit sa jeunesse opulente pour s'entourer de livres rares, d'objets anciens, de calligraphies et de peintures, évoluant ainsi dans un univers spirituel contemplatif propre à susciter la méditation taoïste, dont il est un adepte zélé, et à  la création artistique.
Le lyrisme intime qui imprègne sa poésie est d'une grande originalité, tout comme sa calligraphie volontairement teintée d'archaïsme et ces deux disciplines constituent des composantes essentielles dans l'élaboration de sa peinture. D'ailleurs il illustre volontiers l'unité fondamentale de ces trois arts en calligraphiant ses propres poèmes sur ses œuvres peintes. Passé l'âge de la maturité, Ni Zan se libère de sa fortune en distribuant ses richesses parmi ses proches et en passant les vingt dernières années de sa vie comme un ermite errant, vagabondant dans une maison flottante le long des rives du lac Taihu, se contentant d'un banc de bois et d'une lampe de bambou, fréquentant le petit peuple des campagnes et lui donnant ses peintures.
Cette existence dans laquelle culmine sa carrière le transforme auprès de la postérité en figure légendaire, modèle idéal de l'éthique lettrée. Son surnom, Yuanzhen, le très tranquille, et ses noms de pinceau, Yunlinzi, l'enfant des nuages et des forêts et Ni Yu, Ni l'inapprochable, sont révélateurs de son tempérament solitaire et sensitif et reflètent sa quête de pureté.
Toute sa création picturale est sous-tendue par cette même recherche et répond exactement à la définition que donne le grand maître individualiste du XVIIe siècle, Shitao, de l'attitude idéale du peintre paysagiste : « Sur la surface limitée d'une peinture, il ordonne le Ciel et la Terre, les monts, les fleuves et l'infinité des créatures, et tout cela d'un cœur détaché et comme dans le néant », c'est-à-dire dans une disposition d'esprit nonchalante et oisive, libre et détachée, sobre et dépouillée, épurée et vide, usant de cette encre pâle-insipide (dan) propre aux saveurs secrètes de la création lettrée. C'est pourquoi son registre apparemment étroit est, en réalité, d'une originalité absolue, lieu d'une ineffable absence où, dans un vide animé, tout est offert et tout semble caché.
La peinture de Ni Zan est construite par des notations sèches portées sur un premier tracé d'encre pâle que recouvrent des traits plus foncés. Le travail du pinceau, oblique et léger, est statique mais chargé de tension nerveuse ; les textures sèches construisent, tandis que les touches mouillées définissent les limites et vivifient les zones cernées. Refusant presque systématiquement la présence de couleurs, il organise invariablement sa composition en trois étages : l'avant-plan pierreux d'une rive  que bordent quelques arbres émaciés, le vide immense d'une vaste étendue d'eau, l'horizon distant  des collines de terre, dépouillement frémissant qui révèle souvent la mélancolie de l'automne et de l'hiver, où toute présence humaine est mystérieusement bannie, où chaque élément manifeste une autonomie hautaine que sépare du monde vulgaire un écran translucide de silence et de vide.
Il ne faut donc pas confondre son apparente irrésolution quand il écrit : « Ma peinture, ce n'est rien que quelques coups de pinceau jetés au hasard, sans souci de ressemblance, pour mon amusement », avec la certitude spirituelle absolue et la rigueur technique dont est empreint son œuvre. Ni Zan a d'innombrables imitateurs mais le dépouillement arbitraire de ces derniers tombe le plus souvent dans la pauvreté et, comme le dit Shitao, « les peintres des époques ultérieures ont imité seulement l'aspect de sécheresse, de solitude, ou les parties les plus légères, aussi leurs copies n'ont-elles pas atteint l'esprit ».
Les critiques chinois ne se laissent d'ailleurs pas tromper et un connaisseur de l'époque Ming peut écrire qu'il est facile de copier les maîtres Song, mais qu'il est difficile de copier les maîtres Yuan ; qu'il est possible de copier les maîtres Yuan, mais qu'il est impossible de copier Ni Zan.

## Note biographique
Héritier d'une riche famille commerçante à Wuxi dans le sud de la Chine, né au nord ouest de Suzhou, Ni Zan a pu jouir très tôt des richesses matérielles et culturelles de sa famille, collection de bronzes et de peintures anciennes, bibliothèque garnie, nombreux pavillons, jardins et maisons (le jardin Shi Zi Lin à Suzhou). À  50 ans, sous la pression des nouvelles taxes instaurées par la jeune dynastie Yuan, il cède toutes ses propriétés pour ne conserver qu'un bateau sur lequel il navigue avec sa femme de lac en lac. Il est aussi connu pour être un maniaque de la propreté.

## Musées
- Yurinkan Museum (Kyōto) :

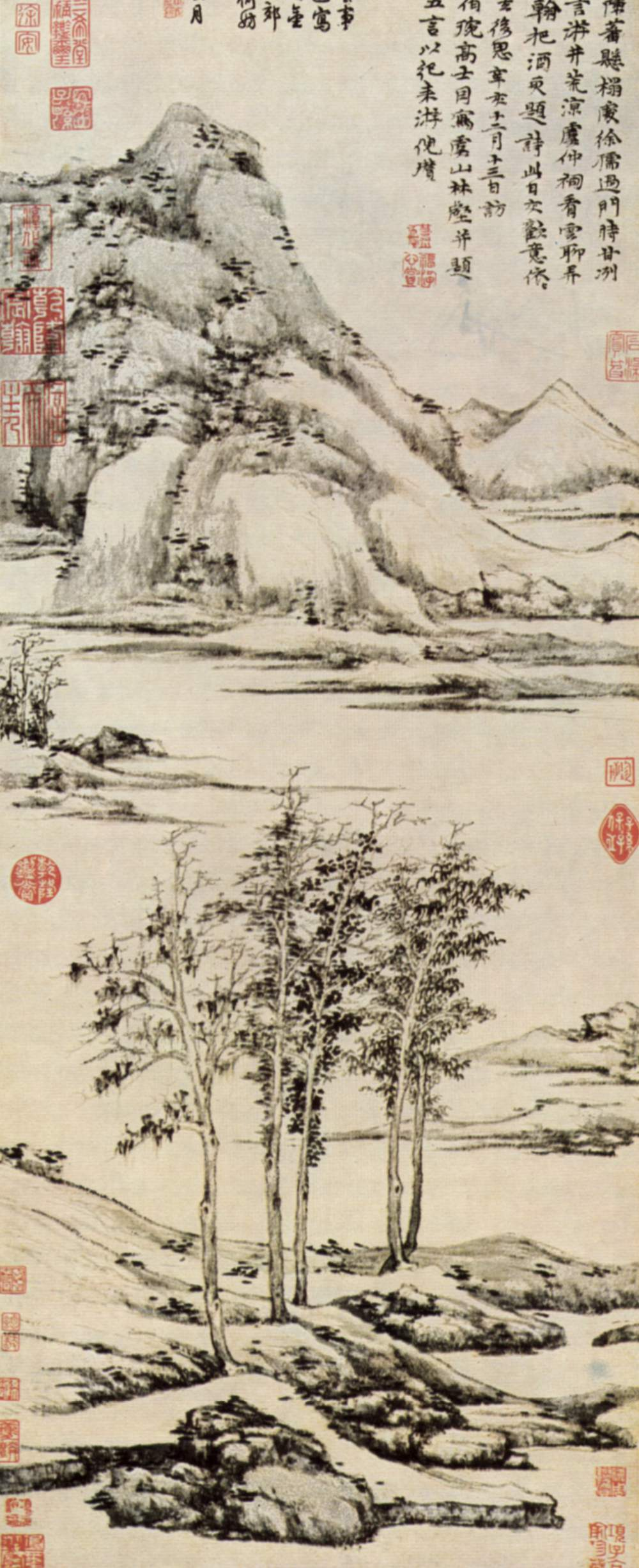
Arbres dans la vallée à Yü-shan., Ni Zan, 1371, rouleau vertical, encre sur papier, 95,3 × 35,8 cm, Collection C.C. Wang. NY.

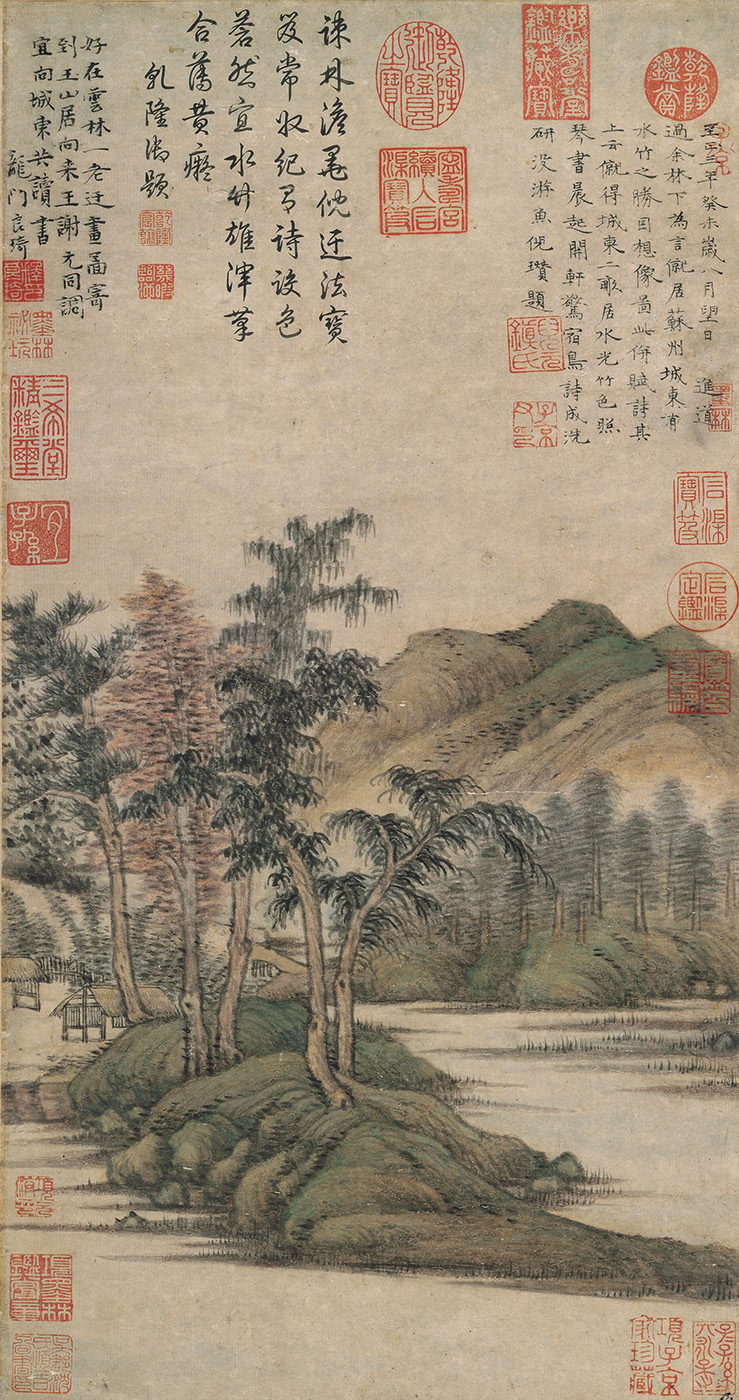

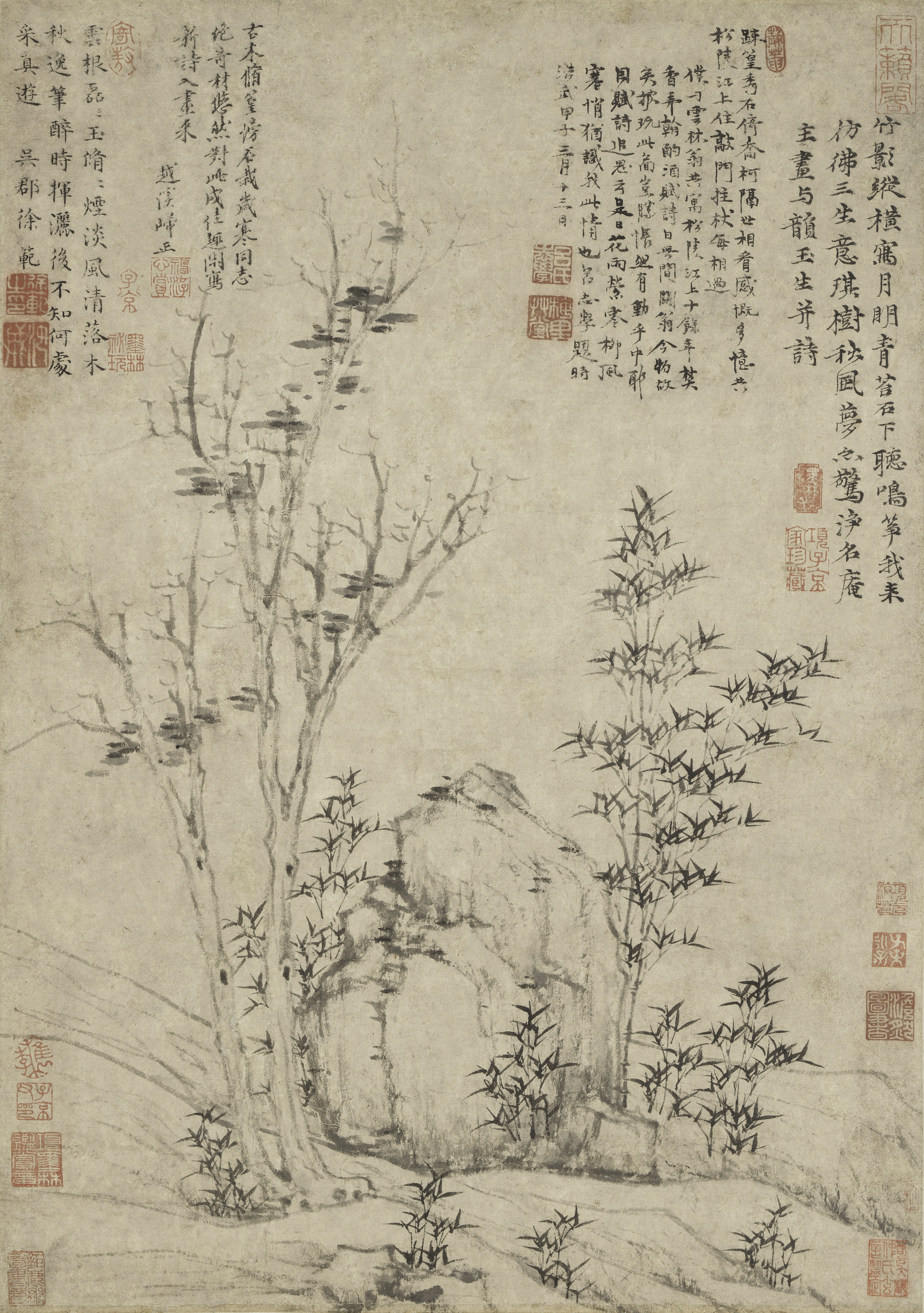

  - Chaumière dans la montagne, encre sur papier.
- Metropolitan Museum of Art (New York :
  - Vallée de rivière et pins émaciés, signé et daté 1362, sans doute imitation tardive.
- Musée du Palais (Pékin) :
  - Studio près d'un ruisseau de montagne, par Ni Zan, Wen Bi, (Shen Zhou (1427 – 1509)), Tang Yin et deux autres peintres, signé et daté 1372.
  - Coin de pêche après la pluie automnale, poème du peintre daté 1372, colophons de Dong Qichang et d'autres.
  - Quelques bambous et un grand arbre Wutong près d'un jardin de rochers, inscription du peintre.
  - Légère branche de bambou, petit rouleau en longueur, inscription du peintre.
  - Arbres nus et bambous près d'un rocher, poème du peintre, de Zhang Yu, de Yang Weizhen et de Qianlong.
  - Paysage de rivière avec pavillon, daté 1367, signé.
  - Résidences rupestres, daté 1372, poème du peintre.
  - Paysage de rivière, daté 1371 signé.
  - Paysage de rivière, deux poèmes du peintre signés et datés 1364 et 1368.
  - Arbre à l'automne et collines lointaines, poème du peintre daté 1372, poèmes de Wu Kuan, Wen Zhengming, Zhu Yunming, Shen Zhou.
  - Pavillon sous les arbres dans la brume printanière, daté 1344, poème et inscription du peintre.
  - La rivière Wusong au printemps, poème du peintre, colophons de Dong Qichang et Wang Zhideng.
  - Le studio Danshi, petit rouleau en longueur, poèmes du peintre.
  - Bambous et arbres près d'une petite colline, petit rouleau en longueur, poème du peintre daté 1371.
  - Bambous et vieux arbres, colophons et poème du peintre daté 1369.
- Musée de Shanghai (Shanghai):
  - Paysage d'automne, daté 1355, rouleau en hauteur, encre sur papier ;
  - Branche de bambou Rouleau en hauteur, encre sur papier.
- Nationalmuseum (Stockholm) : 
  - Paysage de rivière, signé et daté 1362.
  - Paysage d'automne, poème du peintre daté 1374, sans doute copie du XVIIe siècle.
- Musée national du Palais (Taipei) :
  - Album de croquis, dix feuilles, encre sur papier.
  - Pavillon dans les pins, rouleau en hauteur, encre sur papier.
  - Pavillon dans les pins, rouleau en hauteur, encre sur soie.
  - Montagnes vues de la rivière, daté 1363, rouleau en hauteur, encre sur papier.
  - Bois après la pluie, daté 1368, rouleau en longueur, encre et couleurs légères sur papier.
  - Jeunes bambous et arbre dépouillé près d'un roc étrange, encre sur papier, feuille d'album signée 1371.
  - L'Atelier Rongxi, daté 1372, encre sur papier, rouleau en hauteur.
  - Pavillon au bord de l'eau et montagnes distantes, daté 1372, rouleau en longueur, encre sur papier.
  - Branche de bambou, daté 1374, rouleau en hauteur, encre sur papier.
  - Le studio Zizhi, rouleau en hauteur, encre sur papier.
  - Bambou, rochers et vieux arbres, rouleau en hauteur, encre sur papier, signé.
  - Le studio Anchu, rouleau en longueur, encre sur papier, signé.
  - Pavillon du champignon pourpre et rocher de jardin, rouleau en hauteur, encre sur papier.
  - Deux pavillons au pied de la montagne, feuille d'album datée 1352, colophons du peintre.
  - Arbres éparses et montagnes lointaines, encre sur papier, feuille d'album datée1349 et signée.
  - Pavillon sous les grands arbres au bord de l'eau, poème du peintre, daté 1354, colophon de Dong Qichang.
  - Deux monts escarpés sortant de l'eau, poème du peintre daté 1363.
  - Le studio de la lune, daté 1371, petit rouleau en longueur signé, dix poèmes.
  - Bambou, arbre et rocher, encre sur papier, rouleau en hauteur, peint par Ni Zan, Gu An et Zhang Shen, poème de Ni Zan daté 1373.
  - Paysage de rivière, daté 1362, encre sur papier, rouleau en hauteur, peint par Ni Zan et Weng Meng.
- Freer Gallery of Art (Washington DC) :
  - Rivière qui serpente, poème et colophon du peintre, daté 1362, petit rouleau en longueur, signé.
  - Large rivière et rives rocheuses avec arbres épars et pavillon, sans doute copie du XVIIe siècle.